# مورفولوجيا القدم المقارن

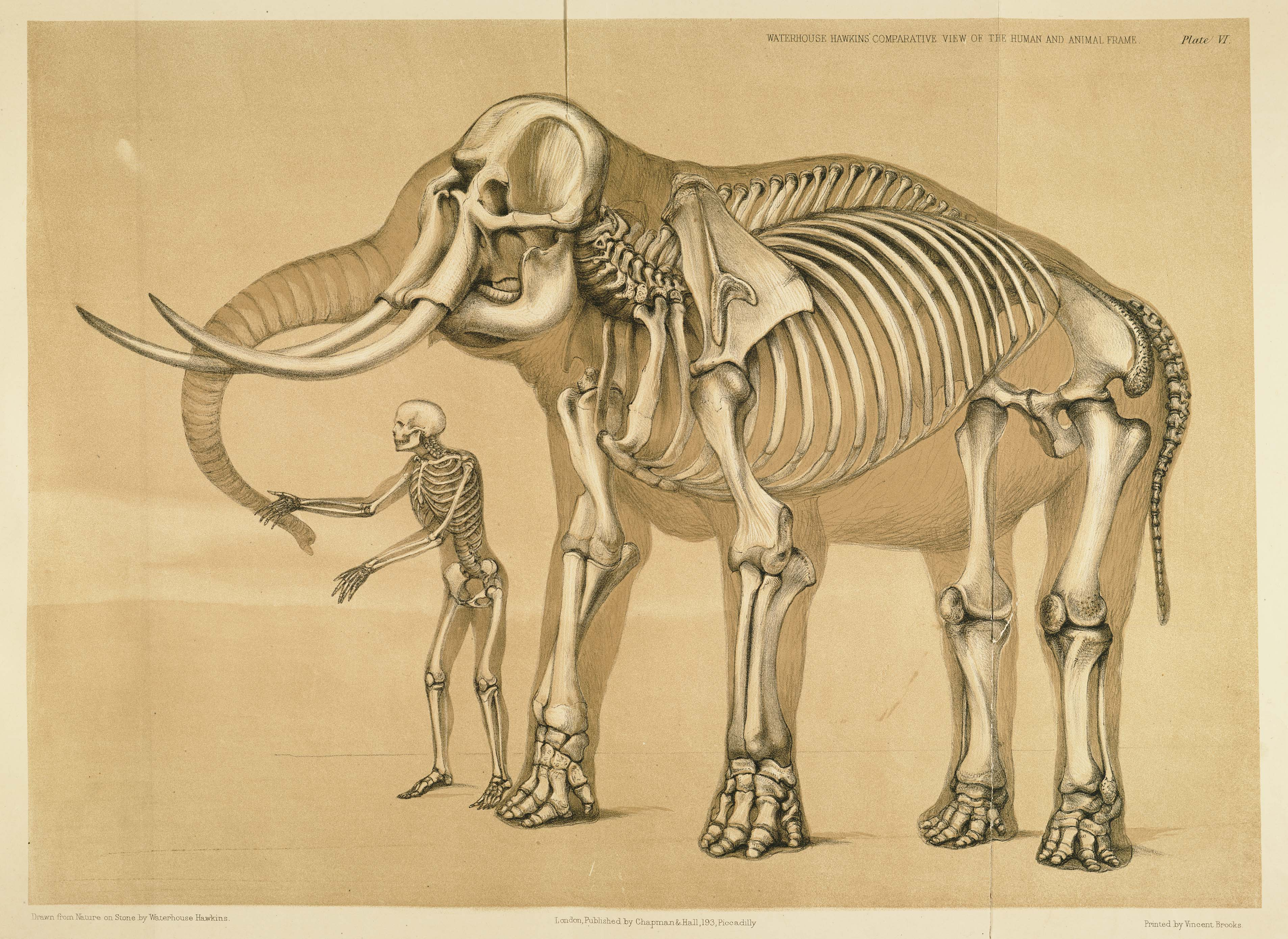
هياكل عظمية لإنسان وفيل.

يتضمن التشكل المقارن للقدم مقارنة شكل هياكل الأطراف البعيدة لمجموعة متنوعة من الفقاريات الأرضية. يجب أن يأخذ فهم الدور الذي تلعبه القدم لكل نوع من الكائنات الحية في الاعتبار الاختلافات في نوع الجسم وشكل القدم وترتيب الهياكل وظروف التحميل والمتغيرات الأخرى. ومع ذلك، توجد أيضًا أوجه تشابه بين أقدام العديد من الفقاريات الأرضية المختلفة. إن مخلب الكلب، وحافرالحصان، والقرد (مقدمة القدم) وpes (القدم الخلفية) للفيل، وقدم الإنسان كلها تشترك في بعض السمات المشتركة للبنية والتنظيم والوظيفة. تعمل هياكل أقدامهم كمنصة لنقل الأحمال والتي تعتبر ضرورية لتحقيق التوازن والوقوف وأنواع الحركة (مثل المشي والركض والركض والجري).
يطبق نظام المحاكاة الحيوية المعلومات المكتسبة من خلال مقارنة مورفولوجيا القدم لمجموعة متنوعة من الفقاريات الأرضية بمشاكل الهندسة البشرية. على سبيل المثال، قد يوفر رؤى تجعل من الممكن تغيير انتقال حمولة القدم لدى الأشخاص الذين يرتدون مقوامًا خارجيًا بسبب شلل ناتج عن إصابة الحبل الشوكي، أو الذين يستخدمون طرفًا اصطناعيًا بعد بتر ساق بسبب مرض السكري. يمكن دمج هذه المعرفة في التكنولوجيا التي تعمل على تحسين توازن الشخص عند الوقوف؛ تمكنهم من المشي بكفاءة وممارسة الرياضة؛ أو تحسين نوعية حياتهم بطريقة أخرى من خلال تحسين قدرتهم على الحركة.

## شكل
هيكل الأطراف والقدم للفقاريات الأرضية التمثيلية:

### تقلبات في التحجيم وتنسيق الأطراف

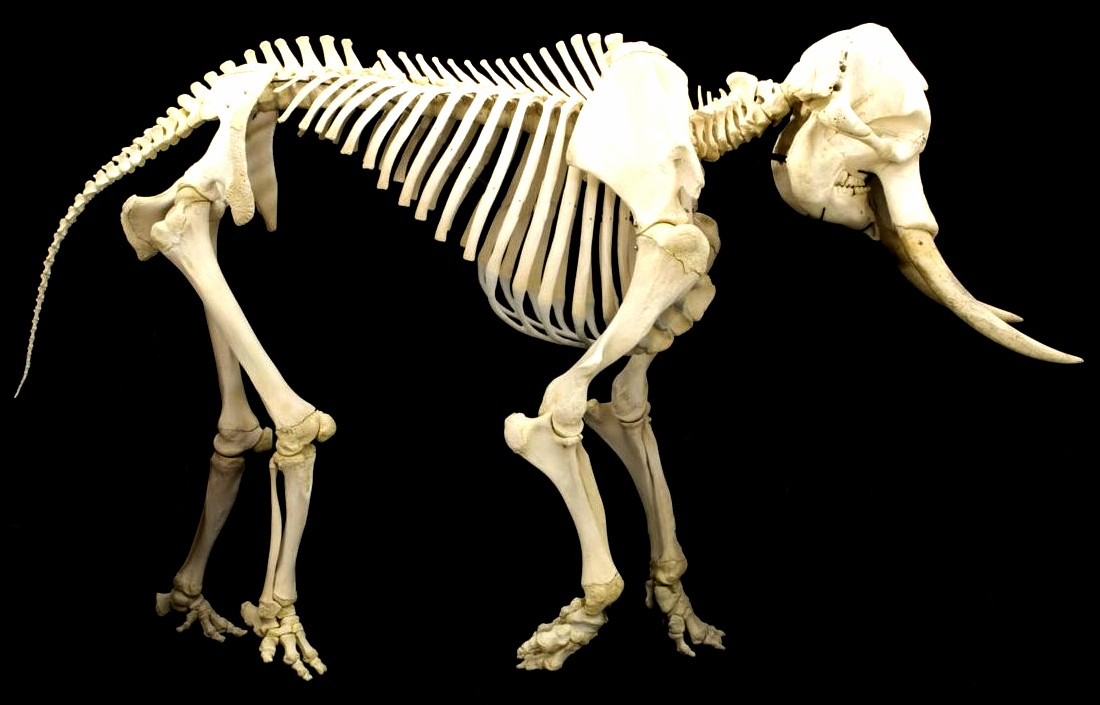
هيكل عظمي للفيل

هناك تباين كبير في حجم ونسب الجسم والأطراف، بالإضافة إلى طبيعة التحميل، أثناء الوقوف والحركة بين ذوات الأقدام الرباعية وذوات القدمين. يختلف توزيع كتلة الجسم الأمامي والخلفي بشكل كبير بين الثدييات رباعية الأرجل، مما يؤثر على تحميل الأطراف. عند الوقوف، يدعم العديد من ذوات الأرجل الرباعية قدرًا أكبر من وزنهم على أطرافهم الأمامية بدلاً من أطرافهم الخلفية؛ ومع ذلك، يتغير توزيع كتلة الجسم وحمل الأطراف عندما تتحرك. لدى البشر كتلة في الأطراف السفلية أكبر من كتلة أطرافهم العلوية. تمتلك الأطراف الخلفية للكلب والحصان كتلة أكبر بقليل من الأطراف الأمامية، بينما يمتلك الفيل أطرافًا أطول نسبيًا. الأطراف الأمامية للفيل أطول من أطرافه الخلفية.
في الحصان والكلب، تلعب الأطراف الخلفية دورًا مهمًا في الدفع الأولي. توزع الحركة ذات الأرجل البشرية عمومًا حمولة متساوية على كل طرف سفلي. يُظهر تحرك الفيل (وهو أكبر الفقاريات الأرضية) توزيعًا مشابهًا للتحميل على أطرافه الخلفية وأطرافه الأمامية. تظهر مشية المشي والجري للقدمين وذوات القدمين اختلافات في المرحلة النسبية لحركات أطرافهم الأمامية والخلفية، وكذلك أطرافهم اليمنى مقابل أطرافهم اليسرى. ترتبط العديد من المتغيرات المذكورة أعلاه بالاختلافات في قياس أبعاد الجسم والطرف وكذلك في أنماط تنسيق الأطراف وحركتها. ومع ذلك، لا يُفهم الكثير فيما يتعلق بالمساهمة الوظيفية للقدم وهياكلها خلال مرحلة تحمل الوزن. يكشف التشكل المقارن للطرف البعيد وبنية القدم لبعض الفقاريات الأرضية التمثيلية عن بعض أوجه التشابه المثيرة للاهتمام.

### التنظيم العمودي لهياكل الأطراف

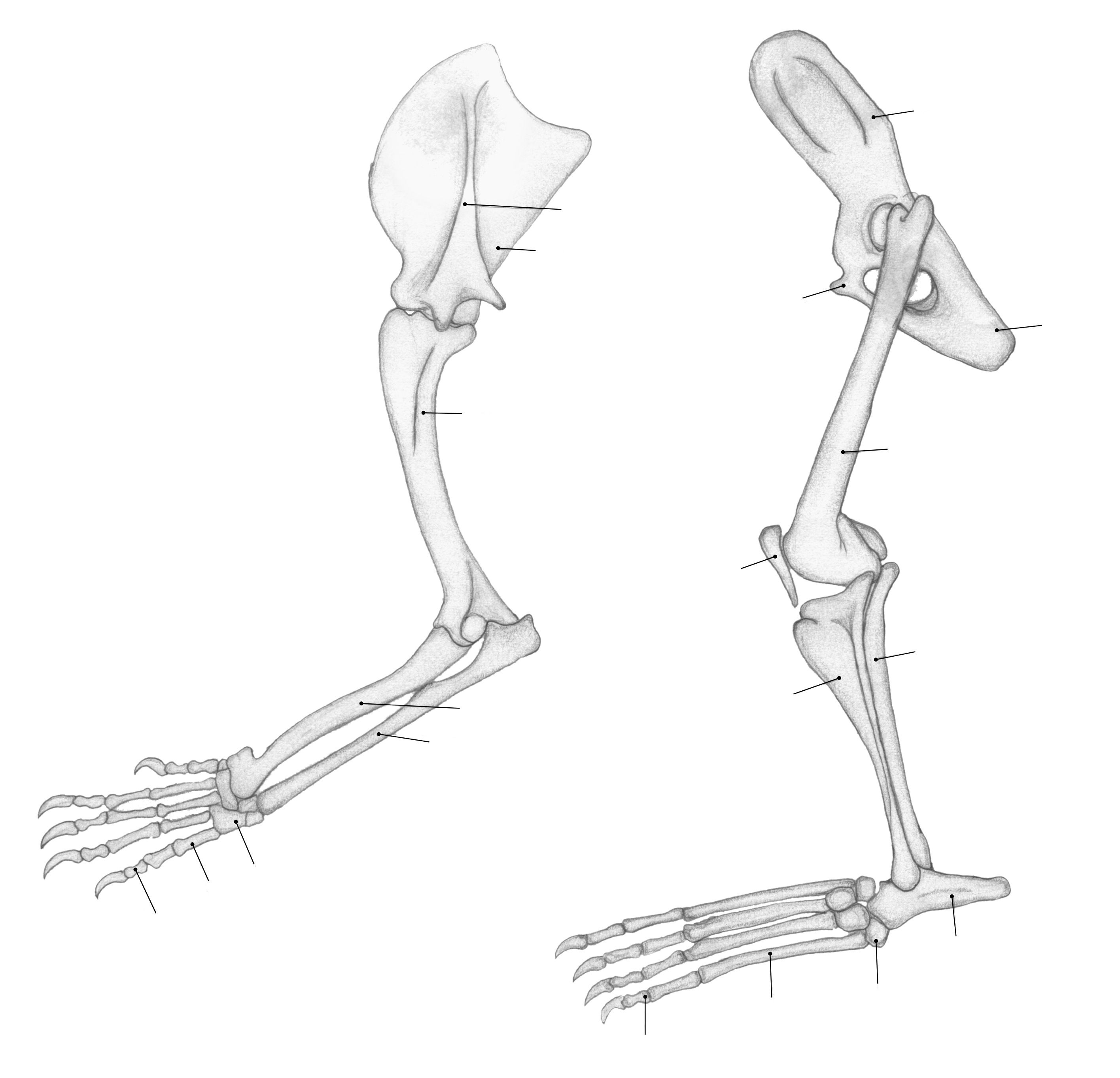
هيكل عظمي لأسد، مثال على عمود عظمي بزاوية

حتى أن العديد من الفقاريات الأرضية تظهر اختلافات في تحجيم أبعاد الأطراف، وتنسيق الأطراف وحجم تحميل الأطراف الأمامية الخلفية، في الكلب والحصان والفيل، يشبه هيكل الطرف الأمامي البعيد هيكل الطرف الخلفي البعيد. في الإنسان، تتشابه هياكل اليد بشكل عام في الشكل والترتيب مع تلك الموجودة في القدم. تمتلك الفقاريات الأرضية ذات الأرجل الرباعية وذات القدمين عمومًا هياكل الهيكل الداخلي للقدم والأطراف البعيدة التي تتراصف في سلسلة، ومكدسة في اتجاه رأسي نسبيًا ومرتبة بطريقة شبه عمودية في الطرف الممتد. في الكلب والحصان، يتم توجيه عظام الأطراف القريبة عموديًا، في حين أن هياكل الأطراف البعيدة للكاحل والقدم لها اتجاه زاوية. في البشر والفيلة، يكون اتجاه العمود الرأسي للعظام في الأطراف والقدم واضحًا أيضًا لوحدات أوتار العضلات والهيكل العظمي المصاحبة. تحتوي قدم الحصان على مسمار خارجي (حافر) موجه حول المحيط على شكل نصف دائرة. يتم ترتيب العظام الأساسية في اتجاه شبه عمودي. وبالمثل تحتوي مخلب الكلب على عظام مرتبة في اتجاه شبه عمودي.
في الإنسان والفيل، يتم استبدال اتجاه العمود لمركب القدم عند البشر بتوجيه النباتات، وفي الأفيال بمحاذاة شبه نباتية لهيكل قدم الطرف الخلفي. هذا الاختلاف في الاتجاه في عظام القدم ومفاصل البشر والفيلة يساعدهم على التكيف مع الاختلافات في التضاريس.

### وسادة بعيدة
تمتلك العديد من الفقاريات الأرضية التمثيلية وسادة بعيدة على السطح السفلي للقدم. تحتوي مخلب الكلب على عدد من الفوط اللزجة المرنة الموجهة على طول القدم الوسطى والبعيدة. يمتلك الحصان وسادة رقمية مركزية تعرف باسم الضفدع، والتي تقع في الجانب البعيد من القدم ومحاطة بالحافر. يمتلك البشر حشوة من الألياف الليفية والمرنة من الدهون مثبتة في جلد وعظام الجزء الخلفي من القدم.
تمتلك قدم الفيل ما قد يكون أحد أكثر الوسائد البعيدة غرابة الموجودة في الفقاريات. تحتوي مقدمة القدم (manus) والقدم الخلفية (pes) على منصات ضخمة من الدهون التي يتم تحجيمها للتعامل مع الأحمال الهائلة التي تفرضها أكبر الفقاريات الأرضية. بالإضافة إلى ذلك، يبدو أن الإسقاط الشبيه بالغضروف (prepollex في الطرف الأمامي وما قبله في الطرف الخلفي) يثبت الوسادة البعيدة في عظام قدم الفيل.
الوسائد البعيدة لجميع هذه الكائنات (الكلب، الحصان، الإنسان والفيل) هي هياكل ديناميكية أثناء الحركة، بالتناوب بين مراحل الانضغاط والتمدد؛ لقد تم اقتراح أن هذه الهياكل تقلل بالتالي الأحمال التي يعاني منها نظام الهيكل العظمي.

## منظمة
ترتيب هياكل القدم:
نظرًا للتنوع الواسع في أنواع الجسم، والقياس والتشكل للأطراف البعيدة للفقاريات الأرضية، هناك درجة من الجدل بشأن طبيعة وتنظيم هياكل القدم. تقوم إحدى المقاربات التنظيمية لفهم هياكل القدم بالتمييز فيما يتعلق بتشريحها الإقليمي. تنقسم هياكل القدم إلى أجزاء من القريب إلى البعيد ويتم تجميعها وفقًا للتشابه في الشكل والأبعاد والوظيفة. في هذا النهج، يمكن وصف القدم في ثلاثة أجزاء: القدم الخلفية، والقدم الوسطى، ومقدمة القدم.
القدم الخلفية هي الجزء الأقرب والأخير من القدم. من الناحية الوظيفية، عادةً ما تكون الهياكل الموجودة في هذه المنطقة قوية، وتمتلك حجمًا ومحيطًا أكبر من الهياكل الأخرى للقدم. عادة ما يتم تكييف هياكل القدم الخلفية لنقل الأحمال الكبيرة بين الجوانب القريبة والبعيدة للطرف عندما تلامس القدم الأرض. هذا واضح في القدم البشرية والفيلة، حيث تخضع القدم الخلفية لحمل أكبر أثناء الاتصال الأولي في العديد من أشكال الحركة. توجد هياكل القدم الخلفية للكلب والحصان بشكل قريب نسبيًا مقارنة بالفيل والقدم البشرية.
منتصف القدم هو الجزء المتوسط من القدم بين القدم الخلفية ومقدمة القدم. الهياكل في هذه المنطقة متوسطة الحجم، وعادة ما تنقل الأحمال من مؤخرة القدم إلى مقدمة القدم. ينقل المفصل الرصغي المستعرض للإنسان في منتصف القدم القوى من المفصل تحت الكاحل في القدم الخلفية إلى المفاصل الأمامية (المشطية السلامية والأمامية) والعظام المرتبطة بها (مشط القدم والكتائب). يحتوي الجزء الأوسط من قدم الكلب والحصان والفيل على هياكل وسيطة مماثلة لها وظائف مماثلة لتلك الموجودة في منتصف القدم البشرية.
تمثل مقدمة القدم الجزء الأبعد من القدم. في الإنسان والفيل، تكون الهياكل العظمية الموجودة في هذه المنطقة أطول وأضيق بشكل عام. تلعب هياكل مقدمة القدم دورًا في توفير قوة دفع للدفع بالموقف الطرفي ونقل الحمولة.

## وظيفة
انتقال حمولة القدم في الفقاريات الأرضية التمثيلية:

### مخلب الكلب

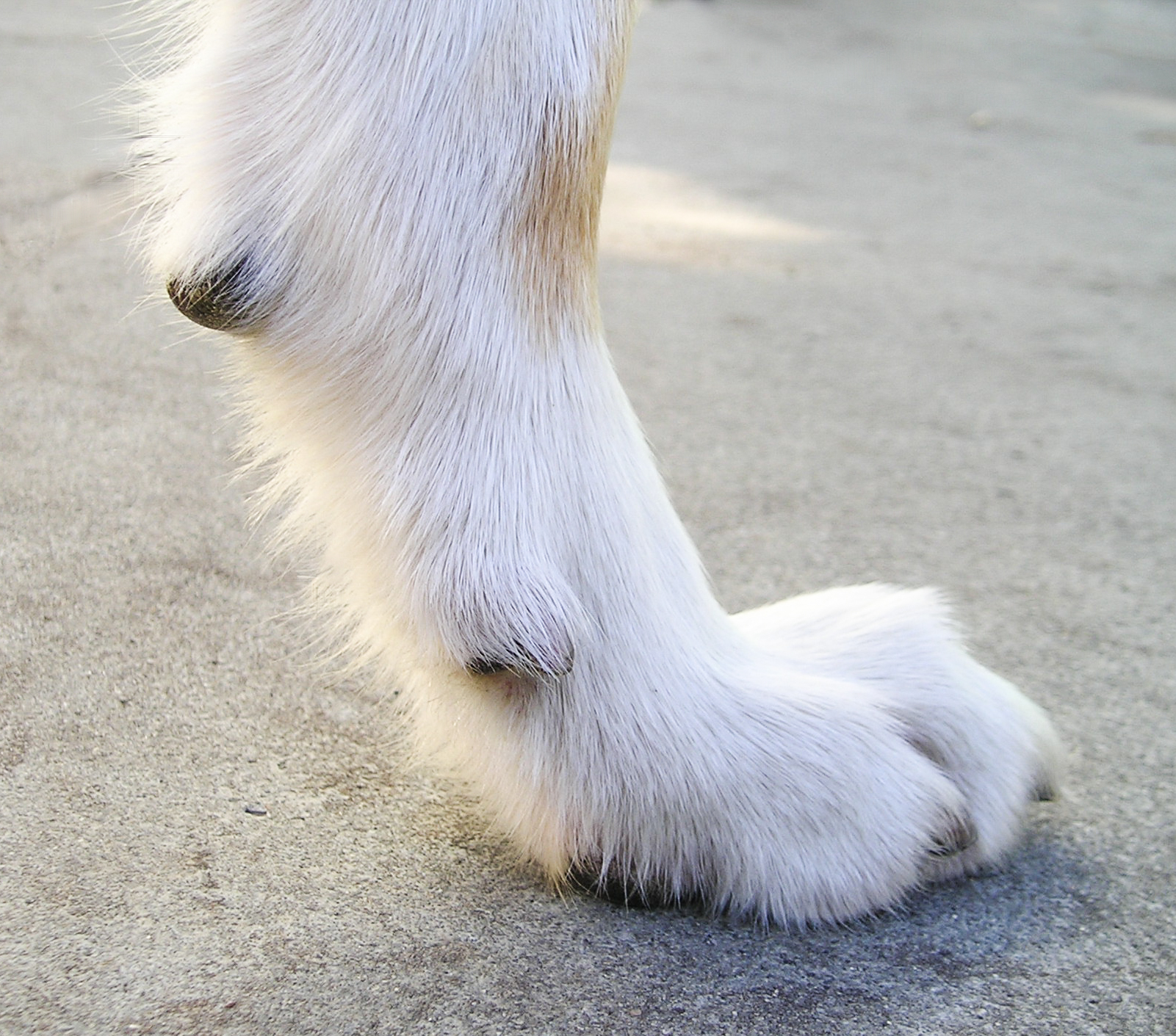
مخلب الكلب

مخلب الكلب لديه اتجاه رقمي. الاتجاه العمودي للعظام القريبة من الأطراف، والتي يتم التعبير عنها مع هياكل القدم البعيدة التي يتم ترتيبها في اتجاه عمودي شبه عمودي، محاذاة جيدًا لنقل الأحمال أثناء ملامسة تحمل الوزن للهيكل العظمي مع الأرض. يوسع الاتجاه المائل لمشط القدم الممدود والأرقام المنطقة المتاحة لتخزين وإطلاق الطاقة الميكانيكية في وحدات الأوتارالعضلية التي تنشأ بالقرب من مفصل الكاحل وتنتهي عند الجانب البعيد من عظام القدم. عندما تطول وحدات الأوتار العضلية، فإن إجهاد الحمل يسهل النشاط الميكانيكي. تبدو هياكل وحدات الأوتارالعضلية هذه مصممة جيدًا للمساعدة في انتقال رد الفعل الأرضي للقوى الضرورية للحركة. بالإضافة إلى ذلك، يبدو أن وسادات المخلب البعيد تسمح بتخفيف الحمل، من خلال تعزيز امتصاص الصدمات أثناء ملامسة القدم للأرض.

### قدم الحصان

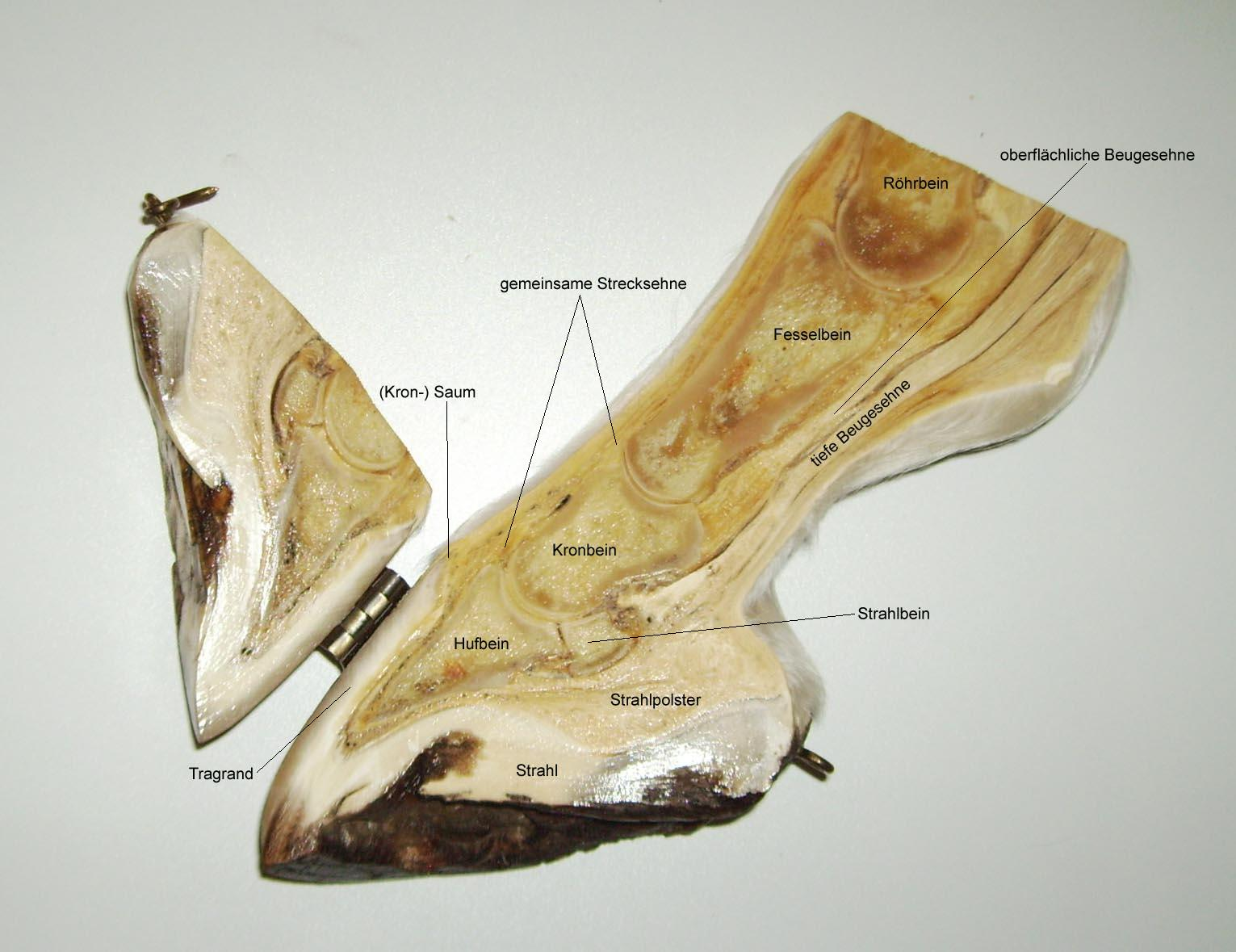
قسم من قدم الحصان

قدم الحصان في اتجاه غير مرن. وبالمثل، فإن الاتجاه العمودي للعظام والأنسجة الضامة محاذاة جيدًا لنقل الأحمال أثناء مرحلة تحمل الوزن في الحركة. يغير الحافر السميك المتقرن ونصف الدائري الشكل أثناء التحميل والتفريغ. وبالمثل، فإن الضفدع المبطن الموجود في المنتصف عند الأطراف الخلفية للحافر يخضع للضغط أثناء التحميل، والتمدد عند التفريغ. معًا، قد تعمل هياكل الضفدع المبطنة والحافر بالتنسيق مع كبسولة حافر لتوفير امتصاص الصدمات. يعمل حافر الحصان أيضًا بشكل ديناميكي أثناء التحميل، مما قد يحمي الهيكل الداخلي من الأحمال العالية التي قد ينتج عنها تشوه خطير.

### قدم الفيل

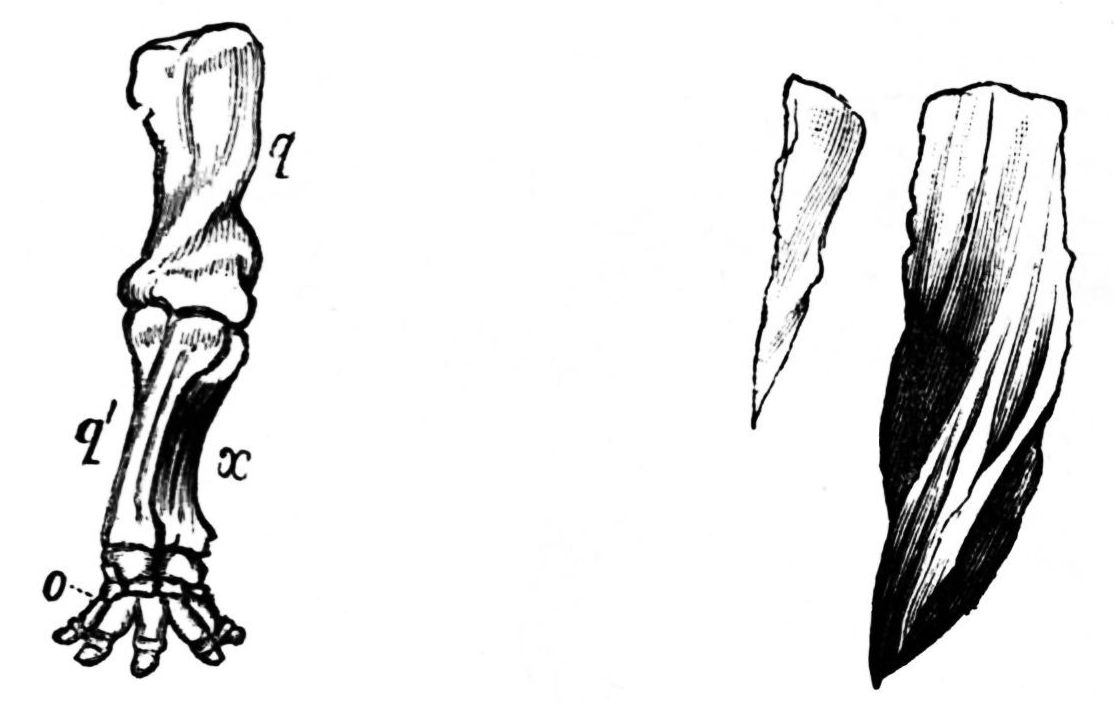
هيكل عظمي لساق الفيل الحديث

يتم توجيه الطرف الخلفي والقدم للفيل بشكل شبه نباتي، ويشبهان إلى حد كبير بنية ووظيفة القدم البشرية. يتم ترتيب الكعبين وميتابوديالس لتشكيل قوس، على غرار القدم البشرية. يتم وضع الأصابع الستة لكل قدم من أقدام الفيل في غلاف مرن من الجلد. على غرار مخلب الكلب، يتم توجيه كتائب الفيل في اتجاه هبوطي. الكتائب البعيدة للفيل لا تلمس الأرض مباشرة، وهي متصلة بالظفر / الحافر المعني. تشغل الوسائد البعيدة المسافات بين وحدات الأوتار العضلية والأربطة داخل عظام القدم الخلفية وأوسط القدم ومقدمة القدم على سطح أخمصي. الوسادة البعيدة تعصبها الهياكل الحسية (جسيمات ميسنر وباسينيان)، مما يجعل القدم البعيدة واحدة من أكثر الهياكل حساسية للفيل (أكثر من جذعه). تستجيب وسائد قدم الفيل لمتطلبات تخزين وامتصاص الأحمال الميكانيكية عند ضغطها ، وتوزيع الأحمال الحركية على مساحة كبيرة من أجل الحفاظ على ضغوط أنسجة القدم ضمن المستويات المقبولة. بالإضافة إلى ذلك، يعمل قوس القدم العضلي الهيكلي والوسادة الوحيدة للفيل في حفلة موسيقية، على غرار ضفدع الحصان وحافره والقدم البشرية. في الفيل ، يشبه الترتيب شبه القبيبي للعناصر العظمية في مشط القدم وأصابع القدم أوجه تشابه مثيرة للاهتمام مع بنية أقواس أقدام الإنسان.
اكتشف علماء في الكلية الملكية البيطرية في المملكة المتحدة مؤخرًا أن الفيل يمتلك إصبع قدم زائف سادسًا، وهو سمسميد، يقع بشكل مشابه لـ "إبهام" الباندا العملاق الإضافي. وجدوا أن إصبع القدم السادس هذا يعمل على دعم وتوزيع وزن الفيل.

### قدم الإنسان

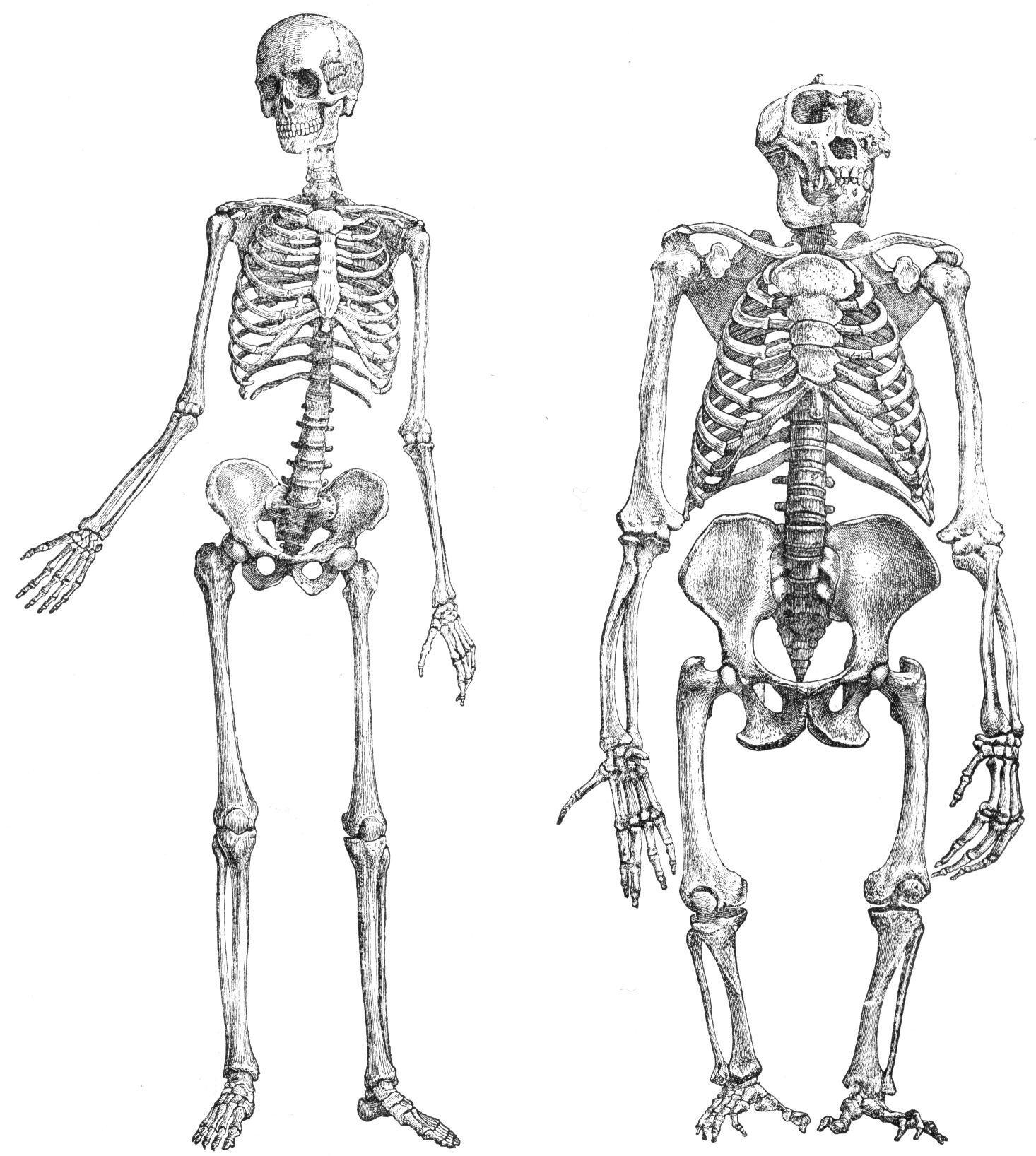
الهيكل العظمي للإنسان والغوريلا (تظهر الغوريلا في وضعية غير طبيعية)

ينتج عن المحاذاة الفريدة للنباتات النباتية للقدم البشرية بنية طرف بعيد يمكن أن تتكيف مع مجموعة متنوعة من الظروف. يتم تشكيل ومحاذاة عظام الكاحل الأقل قدرة على الحركة والأكثر قوة لقبول ونقل الأحمال الكبيرة خلال المراحل المبكرة من الموقف (مرحلتي الاتصال الأولي واستجابة التحميل أثناء المشي، وضربات الكعب غير المقصودة أثناء الجري). يبدو أن رسغ منتصف القدم، وهو أصغر وأقصر من رصع القدم الخلفية، موجه بشكل جيد لنقل الأحمال بين القدم الخلفية ومقدمة القدم؛ يعد هذا ضروريًا لنقل الحمولة وقفل مجمع القدم في رافعة صلبة لمرحلة الوقوف المتأخرة. على العكس من ذلك، تسمح عظام ومفاصل القدم أيضًا بنقل الأحمال والحركة بين المفاصل التي تفتح القدم لإنشاء هيكل غير محكم يجعل القدم متوافقة بدرجة عالية على مجموعة متنوعة من الأسطح. في هذا التكوين، تكون القدم قادرة على امتصاص وترطيب الأحمال الكبيرة التي يتم مواجهتها أثناء ارتطام الكعب وقبول الوزن المبكر. مقدمة القدم، مع مشطها الطويل والكتائب الطويلة نسبيًا، تنقل الأحمال خلال مرحلة نهاية الموقف التي تسهل دفع ونقل الزخم إلى الأمام. تعمل مقدمة القدم أيضًا كرافعة للسماح بالتوازن أثناء الوقوف والقفز. بالإضافة إلى ذلك، تلعب أقواس القدم التي تمتد على الجزء الخلفي من القدم، ووسط القدم، ومقدمة القدم دورًا مهمًا في طبيعة تحول القدم من رافعة صلبة إلى بنية مرنة لقبول الوزن.
مع المشية الجارية، عادة ما يكون ترتيب تحميل القدم هوعكس المشي. تضرب القدم الأرض بكرة القدم ثم يسقط الكعب. يمتد انخفاض الكعب بشكل مرن إلى وتر العرقوب؛ يتم عكس هذا الامتداد أثناء الدفع.

## الآثار السريرية
غالبًا ما يستجيب الأطباء البيطريون أو أخصائيو الرعاية الصحية البشرية عندما يصاب قدم كلب أو حصان أو فيل أو إنسان بشذوذ. عادةً ما يقومون بالتحقيق لفهم طبيعة علم الأمراض من أجل إنشاء وتنفيذ خطة علاج سريري. على سبيل المثال، تعمل كفوف الكلب والقدم الخلفية معًا لامتصاص صدمة القفز والجري ولتوفير مرونة في الحركة. إذا تعرضت الهياكل الهيكلية للكلب في مناطق أخرى غير القدم للخطر، فقد يتم تحميل القدم بحمل تعويضي. يمكن أن تتسبب العيوب الهيكلية مثل الأكتاف المستقيمة أو الرخوة، والخنق المستقيمة، والوركين المرتخية، وعدم التوازن بين مقدمة القدم والخلفية، في حدوث تشوهات في المشي تؤدي بدورها إلى إتلاف القدم الخلفية والكفوف من خلال زيادة التحميل على هياكل القدم لأنها تعوض عن العيوب الهيكلية.
في الحصان، قد يتسبب جفاف الحافر في تصلب بنية القدم الخارجية. يقلل الحافر الأكثر صلابة من قدرة تخفيف حمولة القدم، مما يجعل الحصان غير قادر على تحمل الكثير من الوزن على الطرف البعيد. تظهر سمات مميزة مماثلة في القدم البشرية في شكل تشوه محاذاة تجويف pes، والذي ينتج عن طريق هياكل الأنسجة الضامة الضيقة وتطابق المفصل الذي يخلق مجمعًا صلبًا للقدم. يُظهر الأفراد الذين يعانون من pes cavus ميزات مميزة لتوهين الحمل المنخفض، وقد تعوض الهياكل الأخرى القريبة من القدم زيادة نقل الحمل (على سبيل المثال، التحميل الزائد على الركبتين أو الوركين أو المفاصل القطنية أو الفقرات القطنية). اضطرابات القدم شائعة في الأفيال الأسيرة. ومع ذلك، فإن السبب غير مفهوم بشكل جيد.
 

## روابط خارجية
- موقع ويب مجموعة البيوميكاترونيكس معهد ماساتشوستس للتكنولوجيا مختبر الوسائط
- الهيكل الديناميكي للقدم البشرية. مؤسسة الموارد الرقمية لمجتمع الأجهزة التقويمية والأطراف الاصطناعية. مكتبة المشروع الافتراضية
- مركز التصميم المستوحى بيولوجيًا في Georgia Tech
- ماجستير العلوم في برنامج الأطراف الصناعية وتقويم العظام في Georgia Tech
- قاعدة بيانات الفيل الببليوغرافية
- موقع ويب جون هاتشينسون
- تم إجراء البحث عن إدخال ويكيبيديا هذا كجزء من دورة ميكانيكا الحركة العصبية (APPH 6232) المقدمة في كلية علم وظائف الأعضاء التطبيقي في Georgia Tech

قالب:Locomotion